# Мастера архитектуры
«Мастера архитектуры» — научная книжная серия, выпускавшаяся издательством «Стройиздат» в Москве и его отделением в Ленинграде в 1960—1990-х годах. Книги серии были посвящены жизни и творчеству известных отечественных зодчих прошлого и современности, а также некоторых выдающихся зарубежных архитекторов. Книги выходили на мелованной бумаге, в твёрдом переплёте, имели увеличенный формат. Стилевое единство серии было достаточно хорошо выдержано. Выявлено 33 книги этой серии.
Книги серии были написаны известными архитекторами и историками архитектуры. Каждая книга носила характер научного издания, что подчеркивалось развитым справочным аппаратом, обилием сносок и удачно подобранных цитат.
В 1996 году «Стройиздат» получил почётный диплом лауреата конкурса Ассоциации книгоиздателей (АСКИ) «Лучшие книги 1995 года» «за инициативу и творческий поиск в издании серии книг „Мастера архитектуры“».

## Список книг серии по годам
1969
- Мачульский Г. К. 
Мис ван дер Роэ. — М.: Стройиздат, 1969. — 256 с. — (Мастера архитектуры). — 9000 экз. (в пер., суперобл.)

1970
- Чиняков А. Г. 
Братья Веснины. — М.: Стройиздат, 1970. — 178 с. — (Мастера архитектуры). — 4500 экз.

1971
- Александров П. А., Хан-Магомедов С. О. 
Иван Леонидов. — М.: Стройиздат, 1971. — 128 с. — (Мастера архитектуры).

1973
- Давидович В. Г., Чижикова Т. А. 
Александр Иваницкий. — М.: Стройиздат, 1973. — 120 с. — (Мастера архитектуры). — 7000 экз. (в пер.)
- Кириченко Е. И. 
Фёдор Шехтель / Научно-исследовательский институт теории, истории и перспективных проблем советской архитектуры. — М.: Стройиздат, 1973. — 144 с. — (Мастера архитектуры). — 9000 экз. (в пер.)

1976
- Гозак А. П. 
Алвар Аалто / А. П. Гозак. — М.: Стройиздат, 1976. — 176 с. — (Мастера архитектуры). — 10 000 экз. (в пер.)
- Быкова Г. Д. 
Андрей Оль. — Л.: Стройиздат, Ленингр. отд-ние, 1976. — 136 с. — (Мастера архитектуры). — 10 000 экз.
- Листов В. Н. 
Ипполит Монигетти. — Л.: Стройиздат, Ленингр. отд-ние, 1976. — 144 с. — (Мастера архитектуры). — 5000 экз. (в пер.)
- Оль Г. А., Левинсон Е. Э. 
Евгений Левинсон / Г. А. Оль, Е. Э. Левинсон. — Л.: Стройиздат, 1976. — 144 с. — (Мастера архитектуры). — 3000 экз. (в пер.)

1978
- Афанасьев К. Н. 
А. В. Щусев. — М.: Стройиздат, 1978. — 192 с. — 15 000 экз.

1980
- Белецкая Е. А., Покровская З. К. 
Д. И. Жилярди. — М.: Стройиздат, 1980. — 168 с. — 20 000 экз.
- Белоусов В. Н., Смирнова О. В. 
В. Н. Семёнов. — М.: Стройиздат, 1980. — 144 с. — 20 000 экз.
- Тубли М. П. 
Авраам Мельников. — Л.: Стройиздат, Ленингр. отд-ние, 1980. — 144 с., ил. (суперобл.) — 10 000 экз.

1981
- Бархина А. Г. 
Григорий Бархин. — М.: Стройиздат,1981. — 175 с., ил. — 142; - 20 000 экз.

1982
- Варзар Л. В., Яралов Ю. С. 
М. А. Минкус. — М.: Стройиздат, 1982. — 136 с., ил. — 20 000 экз.

1984
- Кючарианц Д. А. 
Антонио Ринальди. — Л.: Стройиздат, Ленингр. отд-ние, 1984. — 176 с., ил., цв. вкл. — 35 000 экз.
- Ржехина О. И., Блашкевич Р. Н., Бурова Р. Г. 
А. К. Буров. — М.: Стройиздат, 1984. — 144 с., ил. — 16 000 экз.

1985
- Бартенева М. И. 
Николай Бенуа. — Л.: Стройиздат, Ленингр. отд-ние, 1985. — 184 с., ил. — 57 000 экз.
- Земцов С. М., Глазычев В. Л. 
Аристотель Фьораванти. — М.: Стройиздат, 1985. — 184 с., ил. — 20 000 экз.

1986
- Оль Г. А., Лансере Н. Н. 
Н. Е. Лансере. — Л.: Стройиздат. Ленингр. отд-ние, 1986. — 184 с. — (Мастера архитектуры). — 20 000 экз. (в пер.)
- Хайт В. Л. 
Оскар Нимейер. Изд. 2-е, перераб. и доп. — М.: Стройиздат, 1986. — 208 с., ил. — 41 000 экз.

1988
- Хан-Магомедов С. О. 
Илья Голосов. — 1988. — 232 с. — 10 000 экз. — ISBN 5-274-00196-3.
- Кириченко Е. И. 
Михаил Быковский. — М.: Стройиздат, 1988. — 256 с. — 10600 экз. — ISBN 5-274-00185-8.

1989
- Астафьева-Длугач М. И., Сперанская В. С. 
Сергей Сперанский. — Л.: Стройиздат. Ленингр. отд-ние, 1989. — 208 с. — (Мастера архитектуры). — ISBN 5-274-00360-5. (в пер.)
- Славина Т. А. 
Константин Тон. — Л.: Стройиздат, Ленингр. отд-ние, 1989. — 224 с., ил. — 17 500 экз. — ISBN 5-274-00362-1.

1990
- Чеканова О. А., Ротач А. Л. 
Огюст Монферран. — Л.: Стройиздат, Ленингр. отд-ние, 1990. — 224 с., ил. — 40 000 экз. — ISBN 5-274-01153-5.

1999
- Покровская З. К. 
Осип Бове. — М.: Стройиздат, 1999. — 352 с., ил. — 5 000 экз. — ISBN 5-274-00592-6.

## Список книг серии по названиям
1. Алвар ААЛТО / А. П. Гозак. — 1976.
2. Г. Б. БАРХИН / А. Г. Бархина. — 1981.
3. Николай БЕНУА / М. И. Бартенева. — 1985.
4. Осип БОВЕ / З. К. Покровская. — 1999.
5. А. К. БУРОВ / О. И. Ржехина, Р. Н. Блашкевич, Р. Г. Бурова. — 1984.
6. Михаил БЫКОВСКИЙ / Е. И. Кириченко. — 1988.
7. Братья ВЕСНИНЫ / А. Г. Чиняков. — 1970.
8. М. Я. ГИНЗБУРГ / С. О. Хан-Магомедов. — 1972.
9. Илья ГОЛОСОВ / С. О. Хан-Магомедов. — 1988.
10. Георгий ГОЛЬЦ / В. Е. Быков. — 1978.
11. Д. И. ЖИЛЯРДИ / Е. А. Белецкая, З. К. Покровская. — 1980.
12. Александр ИВАНИЦКИЙ / В. Г. Давидович, Т. А. Чижикова. — 1973.
13. Ле КОРБЮЗЬЕ. «Творческий путь».
14. Н. Е. ЛАНСЕРЕ / Г. А. Оль. — 1986.
15. Евгений ЛЕВИНСОН / Г. А. Оль, Е. Э. Левинсон. — 1976.
16. Иван ЛЕОНИДОВ / П. А. Александров, С. О. Хан-Магомедов.
17. Авраам МЕЛЬНИКОВ / М. П. Тубли. — 1980.
18. М. А. МИНКУС / Л. В. Варзар, Ю. С. Яралов. — 1982.
19. Мис ван дер Роэ / Г. К. Мачульский.
20. Ипполит МОНИГЕТТИ / В. Н. Листов. — 1976.
21. Огюст МОНФЕРРАН / А. Л. Ротач, О. А. Чеканова. — 1990.
22. Оскар НИМЕЙЕР / В. Л. Хайт. — 1986.
23. Андрей ОЛЬ / Г. Д. Быкова. — 1976.
24. Франк Ллойд РАЙТ / А. Ф. Гольдштейн. — 1973.
25. Антонио РИНАЛЬДИ / Д. А. Кючарианц. — 1984.
26. В. Н. СЕМЁНОВ / В. Н. Белоусов, О. В. Смирнова. — 1980.
27. Сергей СПЕРАНСКИЙ / М. И. Астафьева-Длугач. — 1989.
28. Владимир СУСЛОВ / А. В. Суслова, Т. А. Славина. — 1978.
29. Антуан ТАБЕТ / Мари Табет, Жад Табет; пер. с фр. — 1968.
30. Константин ТОН / Т. А. Славина. — 1989.
31. Аристотель ФЬОРАВАНТИ / С. М. Земцов, В. Л. Глазычев. — 1985.
32. Фёдор ШЕХТЕЛЬ / Е. И. Кириченко. — 1973.
33. А. В. ЩУСЕВ / К. Н. Афанасьев. — 1978.

## Список авторов книжной серии
- Астафьева-Длугач, Маргарита Иосифовна (1937—1998)
- Афанасьев, Кирилл Николаевич (1909—2002)
- Бартенева, Милица Игоревна (р. 1945)
- Бархина, Анна Григорьевна (1911—1998)
- Белецкая, Елена Алексеевна (1903—1987/88)
- Белоусов, Владимир Николаевич (1928—2018)
- Блашкевич, Раиса Никифоровна[вд] (1919—2009[3])
- Бурова, Раиса Генриховна (1934—2021)
- Быков, Вениамин Евгеньевич (1911—1981)
- Быкова, Галина Дмитриевна (?—?)
- Варзар, Людмила Васильевна (1907—1995)
- Глазычев, Вячеслав Леонидович (1940—2012)
- Гозак, Андрей Павлович (1936—2012)
- Давидович, Владимир Георгиевич (1906—1978)
- Земцов, Станислав Маркович (1906—1983)
- Кириченко, Евгения Ивановна (1931—2021)
- Кючарианц, Джульетта Артуровна (1917—2009)
- Лансере, Наталия Николаевна (1910—1998)
- Левинсон, Елизавета Эзровна (1910—2001[4])
- Листов, Владимир Николаевич (1900—1978)
- Мачульский, Геннадий Константинович (1923—1996)[5]
- Оль, Галина Андреевна (1910—1993)
- Покровская, Зинаида Константиновна (1926—1998)
- Ржехина, Ольга Ивановна (1913—1991)[6]
- Ротач, Александр Лукич (1893—1990)
- Славина, Татьяна Андреевна (р. 1934)
- Смирнова, Ольга Васильевна
- Сперанская, Варвара Сергеевна (р. 1942)[7]
- Суслова, Анна Владимировна (1903—1999)
- Табет, Мари
- Тубли, Михаил Павлович (р. 1940)
- Хайт, Владимир Львович (1933—2004)
- Хан-Магомедов, Селим Омарович (1928—2011)
- Чеканова, Ольга Александровна (1928—2010)
- Чижикова, Татьяна Александровна (1902—1980)[8]
- Яралов, Юрий Степанович (1911—1983)